# جایلز بلانت
جایلز بلانت (انگلیسی: Giles Blunt؛ زادهٔ ۲ فوریهٔ ۱۹۵۲) شاعر، نویسنده، رمان‌نویس و فیلم‌نامه‌نویس اهل کانادا است. وی دو مرتبه نامزد دریافت جایزه ایمپک دوبلین شد. رمان‌های او را با آثار ایان رانکین و کورمک مک‌کارتی مقایسه کرده‌اند.
از فیلم‌ها یا مجموعه‌های تلویزیونی که وی در آن‌ها نقش داشته است، می‌توان به نظم و قانون اشاره نمود.